# Mohammad Ali Zolfigol
Mohammad Ali Zolfigol (in persiano محمدعلی زلفی‌گل‎) (Ashtian, 2 febbraio 1966) è un docente e politico iraniano, ministro della scienza, della ricerca e della tecnologia nel governo Raisi.